# حلقه پتراشفسکی
حلقه پتراشفسکی (انگلیسی: Petrashevsky Circle) یک گروه گفتگوی ادبی روسی متشکل از روشنفکران مترقی در سن پترزبورگ در دهه ۱۸۴۰ بود. این گروه توسط میخائیل پتراشفسکی، یکی از پیروان سوسیالیست اتوپیایی فرانسوی شارل فوریه سازماندهی شد. در میان اعضای نویسندگان این حلقه، معلمان، دانش‌آموزان، مقامات کوچک دولتی و افسران ارتش بودند. در حالی که دیدگاه‌های سیاسی متفاوتی داشتند، اکثر آنها مخالفان خودکامگی تزاری و وضعیت رعیت در روسیه بودند. در این حلقه بحث دربارهٔ فلسفه غرب و ادبیاتی بود که توسط دولت امپراتوری روسیه تزار نیکلای یکم به‌طور رسمی ممنوع شد.